# 3e régiment de chasseurs à cheval (Empire allemand)
Pour les articles homonymes, voir 3e régiment.

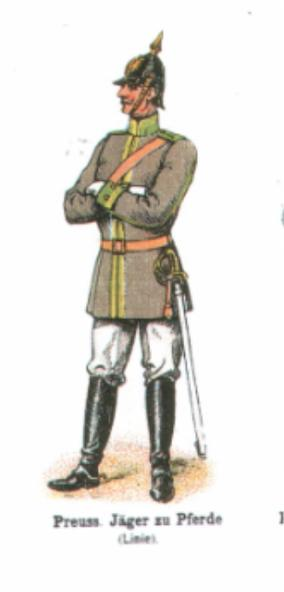
Chasseur à cheval, collier bordé de jaune

Le 3e régiment de chasseurs à cheval est une unité de cavalerie de l'armée prussienne.

## Affiliation en 1914
- 15e corps d'armée à Strasbourg

Général commandant : Lieutenant-général von Deimling
- 39e division d'infanterie à Colmar

Commandant : Lieutenant-général baron von Watter
- 39e brigade de cavalerie (de) à Colmar

Commandant : Major-général baron von Krane (de)
- Commandant du régiment : Lieutenant-colonel Koch
- Date de fondation : 1er octobre 1905
- Garnison : Colmar

## Formation

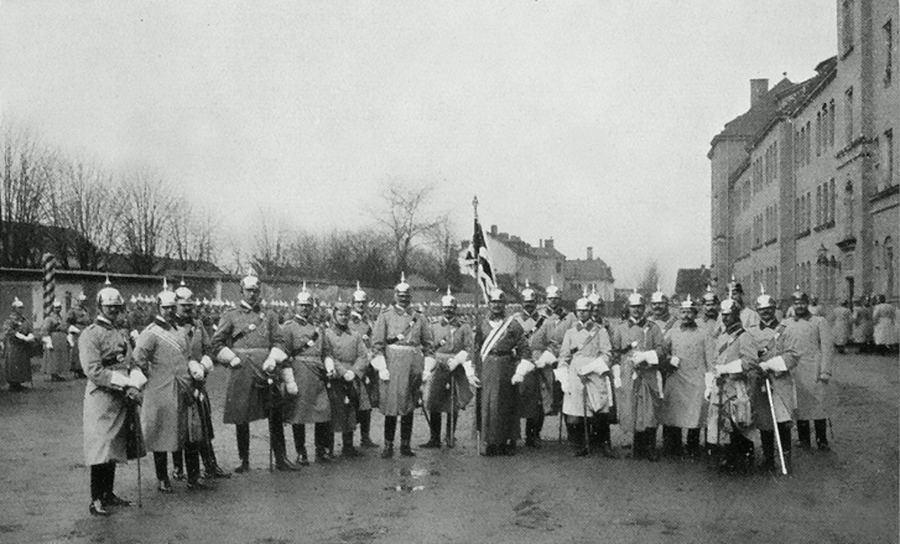
Remise de l'étendard au régiment le 7 janvier 1916 à la caserne de Colmar.

Par arrêté du ministère prussien de la Guerre du 4 avril 1905, la formation d'un autre régiment de chasseurs à cheval avec cinq escadrons chacun est ordonnée le 1er octobre de la même année. Les précédents escadrons indépendants de chasseurs à cheval VII, XIV et XV sont regroupés dans cette formation.
Il faut en outre :
- le 5e escadron du 14e régiment de dragons
- le 1er escadron du 15e régiment d'uhlans

à remettre au nouveau régiment pour achèvement.
La ville de Colmar est affectée comme garnison.

## Première Guerre mondiale
Après la mobilisation en juillet 1914, le régiment est d'abord transféré de la 39e division d'infanterie à la 30e division d'infanterie et assure jusqu'à fin septembre un service de patrouille, de sécurité et de reconnaissance près de Mulhouse en Alsace et dans la région de Saint-Quentin dans le nord de la France jusqu'à fin septembre. Le régiment reste dans la région d'Arras et d'Ypres jusqu'à fin novembre 1914, avant d'être déplacé vers l'est. Jusqu'à l'automne 1916, les chasseurs combattent à la fois comme cavalerie et comme infanterie sur la Vistule, la Rawka, la Bzura et la Düna. Entre-temps, le régiment participe à des avancées vers Kovno et Vilna. L'unité est ensuite transférée à la 12e inspection d'étape en Pologne russe, où elle assume des tâches de police et de sécurité jusqu'en février 1919. L'unité conserve son statut de cavalerie jusqu'à la fin de la guerre. La garnison locale n'étant plus accessible, le régiment est dissous à Spangenberg le 22 février 1919. Avant la marche du retour, un escadron de volontaires est constitué à Grodno pour des tâches de protection des frontières.
La tradition est adoptée dans la Reichswehr par l'escadron d'entraînement du 11e régiment (prussien) de cavalerie à Ohlau.

## Commandants
| Grade                | Nom                                    | Début             | Fin               |
| -------------------- | -------------------------------------- | ----------------- | ----------------- |
| Major/Oberstleutnant | Edouard Lübbert                        | 1er octobre 1905  | 30 septembre 1908 |
| Major                | Wilhelm von Heyden                     | 1er octobre 1908  | 18 août 1909      |
| Oberstleutnant       | Karl von Langermann und Erlenkamp (de) | 19 août 1909      | 31 mars 1912      |
| Major/Oberstleutnant | John Koch                              | 1er avril 1912    | 24 septembre 1916 |
| Major                | Adolf von Xylander (de)                | 25 septembre 1916 | Février 1919      |

## Membres notables du régiment
- Generalleutnant Josef Brauner von Haytreiben (1886-1954) : d'avril 1916 à janvier 1918 en tant que chef du 1er bataillon